# Heinz von Perckhammer
Heinz (Heinrich Josef Anton Alois) von Perckhammer (3. března 1895, Merano – 3. února 1965, tamtéž) byl tyrolský fotograf nejznámější svými čínskými akty a pekingskými pouličními scénami.

## Život
Perckhammer se narodil v Meranu v Rakousku-Uhersku (nyní Itálie) dne 3. března 1895. V první světové válce sloužil na palubě SMS Kaiserin Elisabeth během obléhání Čching-tao a v letech 1917 až 1919 byl japonským válečným zajatcem. Po svém propuštění zůstal v Číně několik let. V roce 1928 byly v Berlíně publikovány dva svazky jeho fotografií: jeden z pečlivě pózovaných čínských aktů, z nichž mnohé byly pořízeny v macajských nevěstincích pod názvem Edle Nacktheit in China (Ušlechtilá nahota v Číně), a druhý cyklus z pekingských ulic s názvem Peking. V roce 1929 doprovázel jako fotoreportér berlínského ilustrovaného týdeníku Die Woche vzducholoď LZ 127 Graf Zeppelin na jejím turné po celém světě.
V roce 1932 založil Perckhammer studio v Berlíně, kde se věnoval fotografii aktů a módní fotografii. Koncem třicátých let byly některé z jeho snímků použity jako propaganda pro hnutí Strength Through Joy a během druhé světové války sloužil jako válečný fotograf pro Waffen-SS. Jeho studio v Berlíně bylo v roce 1942 bombardováno a po válce se vrátil do Merana. Zemřel 3. února 1965 ve věku 69 let.
Jeho fotografie modelek v BMW inspirovaly Helmuta Newtona.